# Шанс всей жизни
«Шанс всей жизни» (англ. The Chance of a Lifetime) — детективный фильм с элементами комедии режиссёра Уильяма Касла, который вышел на экраны в 1943 году.
Это шестой из четырнадцати фильмов в киноцикле студии Columbia Pictures о бывшем медвежатнике, ставшем детективом-любителем по прозвищу Бостонский Блэки. Это также один из трёх фильмов киноцикла, в названии которого не фигурирует имя Бостонского Блэки. Как и многие фильмы того времени, он содержит тему поддержки Вооружённых сил США во Второй мировой войне.
В этом фильме губернатор по просьбе Бостонского Блэки (Честер Моррис) освобождает условно-досрочно группу хорошо зарекомендовавших себя заключенных, которые, готовы помочь стране в военное время. Блэки устраивает их на машиностроительный завод своего друга Мэнледера (Ллойд Корриган), однако вскоре один из заключённых Дули Уотсон (Эрик Рольф) сбегает, чтобы разыскать похищенные им 60 тысяч долларов. Когда он получает деньги, двое бывших сообщников находят его и требуют свою долю. В завязавшейся драке одного из них убивают, а другой скрывается. После серии приключений Блэки ловит сбежавшего преступника и заставляет его сознаться в убийстве, снимая с Дули и себя все подозрения полиции.
Это первый фильм Уильяма Касла в качестве режиссёра.
Фильм получил преимущественно негативные отзывы критики, посчитавшей его одним из самых слабых во всём цикле о Бостонском Блэки. Критике подвергся, прежде всего, чрезвычайно слабый сценарий с обилием нелепых комических сцен, отсутствие напряжённости, а также неумелая режиссёрская работа Касла.

## Сюжет
Несмотря на возражения инспектора полиции Фаррадэя (Ричард Лейн), бывшему грабителю банков, а ныне добропорядочному гражданину Бостонскому Блэки (Честер Моррис) удаётся убедить губернатора Ретлиджа (Пьер Уоткин) освободить условно-досрочно группу наиболее добропорядочных и профессионально подготовленных заключённых, которые будут работать в военной промышленности в период войны. Начальник тюрьмы отбирает двенадцать человек, которые, по условиям освобождения, в течение испытательного срока в три месяца должны будут работать на машиностроительном заводе Артура Мэнледера (Ллойд Корриган) и жить в квартире Блэки. Блэки разрешает одному из заключённых, Дули Уотсону (Эрик Рольф), в первую же ночь на свободе навестить свою жену Мэри (Джинн Бейтс) и сына Джонни.
На следующее утро на заводе Мэнледера с целью проконтролировать заключённых появляется Фаррадей. Обнаружив отсутствие Дули, Фаррадей замечает, что на его месте работает друг и помощник Блюки по прозвищу Коротышка (Джордж Э. Стоун). Фаррадей предполагает, что Дули пошёл забрать 60 000 долларов, которые он похитил перед тем, как оказаться в тюрьме. Оставшись с Мэнледером наедине, Коротышка говорит ему, что Блэки в данный момент уже ищет Дули, и в свою очередь сам отправляется на поиски Блэки.
Тем временем после ночного отсутствия Дули приходит к себе домой с 60 000 долларов. Показав жене деньги, он говорит, что они должны уехать из города, пока его сообщники по ограблению, Ред Таггарт (Джон Хармон) и Найлз Блантон (Дуглас Фоули), не выследили его. Взывая к лучшим качествам своего мужа, Мэри убеждает его вернуть деньги и немедленно отправиться на завод, чтобы не подставлять Блэки, который поручился за него. В этот момент в дверь стучат, и Мэри прячет деньги в игрушечную собачку. Заходят Найлз и Ред, которые следили за Мэри, сняв квартиру в том же доме. Они требуют свою долю награбленного, на что Дули заявляет, что выронил и потерял деньги, убегая от полиции. После этих слов Найлз достает пистолет и приказывает Реду обыскать квартиру. Когда Ред угрожает маленькому Джонни, Дули бросается на защиту сына, и в завязавшейся драке раздаётся несколько выстрелов, один из которых становится смертельным для Реда. Нейлз предлагает разделить деньги на двоих и бежать, однако Дули отказывается. В этот момент появляется Блэки, а Найлз успевает выскочить из квартиры.
Мэри отдаёт деньги Блэки, а Дули говорит, что никого не хотел убивать, просто пытался выхватить пистолет у Реда и раздался выстрел. Блэки понимает, что эту версию событий излагать властям нельзя. Он объясняет, что Дули наверняка обвинят в убийстве из-за дележа добычи, что грозит ему смертным приговором, а всех парней, которые только начали работать на заводе, отправят обратно в тюрьму и всю программу закроют. Забрав у Дули, деньги и пистолет, Блэки отправляет его на завод, а сам вместе с подъехавшим Коротышкой переносят тело Реда в его квартиру. Когда они уже заходят в квартиру Рэда, появляется Фаррадей и арестовывает Блэки за убийство. Чтобы защитить заключённых, Блэки признается, что застрелил Реда, и отдает Фаррадэю пистолет и деньги. Пока Фаррадэй обвиняет Блэки в коварном плане освобождения заключённых с целью завладеть украденными деньгами, Блэки выхватывает у него пистолет, а затем разоружает и сержанта Мэтьюза (Уолтер Сэнд). Он даёт возможность Фаррадэю позвонить на завод, чтобы тот убедился, что Дули на работе. Затем Блэки возвращает полицейским оружие и деньги, после чего рассказывает, что Дули собирался вернуть деньги через него. Но когда он уходил, то наткнулся на Реда и Нэйлза, в результате чего возникла потасовка, в которой Рэда убили.
Прочитав в газете об аресте Блэки за убийство, заключённые на заводе не верят в это. Под их давлением Дули рассказывает им всю историю, предупреждая, что делает это вопреки запрету Блэки, который намерен всё сделать по-своему. Когда заключённые уже собираются отвезти Дули в полицию, появляется Блэки в сопровождении Фаррадея и Мэтьюза. Объявив, что всё, что написано в газетах, правда, Блэки просит у полицейских разрешения наедине попрощаться с друзьями, после чего Фаррадей и Мэтьюз выходят в коридор. Заключенным он говорит, что планирует найти Найлза и выбить из него признание, после чего, обманув полицию, сбегает вместе с Коротышкой. Квартиру Нейлза охраняют двое полицейских, и чтобы проникнуть внутрь, Блэки с приятелем, выдают себя за чистильщиков ковров. Когда же появляются настоящие чистильщики ковров, Блэки и Коротышка вынуждены бежать через заднюю дверь, так и не успев ничего выяснить. Чтобы выманить полицию из квартиры, Блэки звонит в участок и, голосом Фаррадея приказывает отозвать полицейских. Затем Блэки и Коротышка возвращаются, чтобы обыскать квартиру Нэйлза, но Фаррадей разгадывает план Блэки и вскоре появляются в квартире. Услышав шум, Коротышка и Блэки вынуждены бежать на грузовом лифте, и продолжить поиски Нейлза.
Тем временем на завод звонит Найлз, требуя пригласить к телефону Дули, которому сообщает, что похитил Мэри и Джонни, и требует деньги в обмен на их свободу. Той же ночью при встрече с Нейлзом Дули говорит ему, что деньги у Блэки. Нейлз отказывается продолжать разговор, пока Дули не принесёт все деньги. Тем временем в квартире Блэки Мэнледер беседует с условно-досрочно освобожденными, когда там появляется Блэки. Мэнледер сообщает ему, что Дули после телефонного разговора с неизвестным мужчиной быстро покинул завод, и Блэки догадывается, что тот уехал на встречу с Нейлзом. Блэки решает использовать деньги, которые он сдал полиции, чтобы заманить Нейлза в ловушку. Переодевшись уборщицами, Блэки вместе с Коротышкой проникает в полицейское управление и похищает деньги из сейфа.
Нейлз держит Дули связанным у себя. Узнав из газетных заголовков о том, что Блэки украл деньги из сейфа полиции, Нейлз отправляется на его поиски в ломбард известного своей информированностью Джамбо Мэдигана (Сай Кендалл). Блэки вместе с Коротышкой уже ждёт его там, в темноте заставляя Нейлза бросить оружие. Блэки говорит, что его целью являются не деньги, которые он временно позаимствовал в полиции, а задержание самого Нейлза. Блэки настаивает на том, чтобы они направились сейчас в полицию, и Нейлз бы там честно рассказал, как был убит Ред. Преступнику удаётся завязать драку, в ходе которой он завладевает оружием. Когда Нейлз выводит Блэки и Коротышку, чтобы забрать деньги у него на квартире, Джамбо по телефону уведомляет об этом Фаррадея.
В квартире Блэки заранее предупреждённые рабочие под руководством Мэнледера хватают Нейлза, связывают его и опускают из окна дома, угрожая бросить вниз, если он во всём не сознается. Фаррадей вместе с Мэтьюзом взламывают дверь квартиры Блэки как раз в тот момент, когда Нейлз делает признание, оправдывающее и Блэки, и Дули. Он также сознаётся, что это он выстрелил в дерущихся Реда и Дули, попав в Реда. Блэки возвращает Фаррадею деньги и передаёт полицейским Нейлза. Фаррадей благодарит Блэки за поимку преступников. Социальный эксперимент Блэки удался, и под его опеку власти передают вторую группу осужденных.

## В ролях
- Честер Моррис — Бостонский Блэки
- Эрик Рольф — Дули Уотсон
- Джинн Бейтс — Мэри Уотсон
- Ричард Лейн — инспектор Джон Фаррадей
- Джордж Э. Стоун — Коротышка
- Ллойд Корриган — Артур Мэнледер

### В титрах не указаны
- Артур Ханникат — Элвуд «Текс» Стюарт
- Пьер Уоткин — губернатор Ратлидж
- Дуглас Фоули — «Нэйлз» Блэнтон
- Сид Мелтон — «Санни» Хайнс
- Уолтер Сэнд — детектив сержант Мэтьюз
- Гарри Симелс — Джером «Египет» Хайнс
- Рэй Тил — Джо, коп
- Мэри Де Беккер — мисс Бэйли

## Создатели фильма и исполнители главных ролей
Режиссёр Уильям Касл начинал карьеру с фильмов нуар категории В. Он, в частности, в начале карьеры проделал «впечатляющую работу над амбициозным сериалом Columbia „Свистун“, поставив четыре фильма сериала», среди которых «Свистун» (1944), «Метка Свистуна» (1944), «Голос Свистуна» (1945) и «Таинственная гостья» (1946). В 1944 году Касл обратил на себя серьёзное внимание малобюджетным фильмом нуар «Когда незнакомцы женятся» (1944), за которым последовали нуары «Поддержка» (1949) и «Голливудская история» (1951), а позднее — «необычная серия хитроумных фильмов ужасов», таких как «Дом ночных призраков» (1959), «Со склонностью к убийству» (1961) и «Смирительная рубашка» (1964).
Честер Моррис сыграл Бостонского Блэки во всех четырнадцати фильмах сериала. Кроме того, в этом фильме сыграла группа актёров, постоянно занятых в киносериале. В частности, Джордж Э. Стоун исполнил роль Коротышки, друга и напарника Бостонского Блэки, в двенадцати фильмах, Ричард Лейн в роли инспектора полиции Фаррадея появился во всех фильмах, а Ллойд Корриган в роли друга Блэки, эксцентричного миллионера Артура Мэнледера, сыграл в шести фильмах.

## История создания фильма
Рабочее название этого фильма — «Авантюра Бостонского Блэки» (англ.  The Gamble of Boston Blackie).
Это первый фильм в сериале о Бостонском Блэки, в заглавии которого не фигурирует его имя.
Картина стала режиссёрским дебютом Уильяма Касла и актёрским дебютом Джинн Бейтс. Касл начал работать на студии Columbia Pictures в 1940 году в качестве постановщика речи. На него обратил внимание руководитель студии Гарри Кон, дав ему с этим фильмом шанс попробовать себя в качестве режиссёра. По словам Касла, он получил «паршивый, скучный, надуманный, убогий сценарий с деревянными персонажами и невероятно плохими репликами. Но это была моя первая картина, и я согласился!». Касл пытался договориться о том, чтобы сценарий переписали, но исполнительный директор студии Ирвинг Брискин ему отказал, а Касл побоялся просить об этом Кона.
Картина находилась в производстве с 26 июля по 9 августа 1943 года, и вышла на экраны 26 октября 1943 года.
Как рассказывал Касл, Брискину фильм не понравился, и он изменил его структуру и существенно перемонтировал, и в итоге, по словам Касла, фильм стал «ещё более путаным, чем он был изначально».
Наблюдательный совет Лос-Анджелеса не одобрил эту картину для экспорта, так как в ней полиция изображена неэффективной, а также из-за множества содержащихся в ней беззаконных действий.

## Методы Бостонского Блэки
Как пишет киновед Ким Ньюман, в этом фильме, как и в других фильмах серии о Бостонском Блэки, почти не говорится об этом, но «совершенно очевидно, что исправившийся мошенник Блэки совершает больше преступлений, будучи благодетелем, чем в те времена, когда он занимался кражами с взломом». В частности, в этой картине «с его стороны можно увидеть многочисленные случаи рукоприкладства, ложные признания, трату времени полиции, выдачу себя за офицера полиции, взлом сейфа и кражу 60 000 долларов (из хранилища улик полиции!), вандализм (он портит хозяйственный лифт в многоквартирном доме, после того как воспользовался им для побега) и пытки (он вывешивает преступника из окна 14-го этажа с целью выбить из него признание). И всё это с улыбкой ему прощается».

## Оценка фильма критикой
После выхода картины, по словам самого Касла, «отзывы были ужасными», но Кон поддержал его и «дал ему возможность снять фильм „Свистун“, который имел успех». Как оценивал работу сам Касл, Честер Моррис «пытался вдохнуть немного жизни в свою роль, которая умерла при рождении», а Бейтс «безнадежно пыталась сыграть роковую женщину» . Журнал Variety, правда, охарактеризовал картину как «стремительный фильм о копах и грабителях», который «хорош как фильм категории В». Современные киноведы Джей Роберт Неш и Стэнли Ральф Росс в своей книге 1985 года «Гид по кинофильмам» (англ. Motion Picture Guide) также отметили, что «действие развивается стремительно».
Другие современные киноведы дают фильму преимущественно негативные оценки. Так, историк кино Рон Беккер заключил, что история не убедительная, а «сценарий написан в ленивой манере, в очередной раз полагаясь на признание заранее известного преступника в развязке, что характерно для неизобретательных сюжетов». В фильме недостаточно сюжета, чтобы заполнить даже короткий час времени. Несмотря на то, что режиссёром выступил Уильям Касл, «в истории нет остроты или саспенса… Даже отличный режиссёр мало что может сделать с плохим сценарием». В итоге, по мнению Беккера, это «пожалуй, самая слабая картина в сериале о Бостонском Блэки». Ким Ньюман написал, что «интересную идею губит довольно глупое сюжетное развитие, слишком большое количество комических ситуаций и нелепых отступлений, которые неуклюже срежиссировал дебютант Уильям Касл». Современный кинокритик Джин Блоттнер резюмировал своё мнение словами: «В меру занимательно, но определенно не соответствует стандартам предыдущих картин о Бостонском Блэки… При более твёрдой режиссёрской руке и более плотному сценарию фильм вышел бы лучше».